# Samuel Siegfried Karl von Basch
Samuel Siegfried Karl Ritter von Basch (9 de septiembre de 1837 Praga - 25 de abril de 1905, Viena ) fue un médico austríaco-judío; más conocido como el médico personal del emperador Maximiliano I de México.
Basch fue educado en las universidades de Praga y de Viena.  En 1857 estudia Química en el Laboratorio de Ernst Wilhelm von Brücke, en Viena, y cinco años más tarde comienza con la práctica de la medicina. Desde ese momento hasta 1865 fue asistente de Leopold Ritter von Dittel, Eduard Jäger von Jaxtthal, Ludwig Türck y de Eugen Kolisko (1811-1884) en sus cátedras de la Universidad de Viena. Y en este último año Basch gana por oposición ser cirujano jefe del hospital militar de Puebla, México,  y prontamente es llamado al lado de Maximiliano; permaneciendo con el impenitente monarca por diez meses, hasta su ejecución por los revolucionarios, el 19 de junio de 1867.
Cuando, en Querétaro, Maximiliano entiende que en pocos días se decidiría su suerte,  comisiona a Basch, al teniente Ernst Pitner, y al Mayor Becker para registar diariamente todo lo que sucediese. Al momento que el emperador y su entorno fueron  entregados a Benito Juárez por el Coronel Miguel López, el 14 de mayo de 1867, Basch perdió muchos de sus memoranda, salvando solo notas decursivas. Cuando sonó la alarma, Basch intentó partir a caballo, pero fue sobrepasado por los mexicanos.
Luego de la ejecución de Maximiliano, él se hizo cargo del cuerpo y retornó a Austria con él, el 26 de noviembre de 1867, en el Elizabeth.
En 1870 Basch es ganador por oposición de la cátedra de patología experimental en la Universidad de Viena, y en 1877 es profesor asistente.  Fue ennoblecido por el Emperador Francisco José I por sus sacrificios en la empresa de Maximiliano.

## Obra literaria
La obra más conocida de Basch es Erinnerungen aus Mexico (1868), escrita a requerimientos de Maximiliano. Además, escribió en revistas técnicas un número de artículos de histología del duodeno, la anatomía del riñón,  y los efectos fisiológicos de la nicotina.  Además inventó el esfigmomanómetro: medidor de la presión sanguínea.